# Pałac Zubieta
Pałac Zubieta (hiszp. Palacio de Zubieta) – barokowy pałac miejski położony w Ispaster w Kraju Basków.
Teren, na którym stoi Pałac Zubieta, od kilku stuleci należy do rodu Adán de Yarza, którego rodowód sięga średniowiecza. Zachowała się podstawa wieży z tamtego okresu, która kontrolowała drogę do ujścia rzeki i małego portu Arropain. W 1716, po ślubie Jacinty Adán de Yarza z Miguelem Vélez de Larrea, ten ostatni zarządził budowę obecnego pałacu. Budynek powstał w stylu barokowym, typowym dla Hiszpanii churrigueryzmie. Pałac składa się z czterech modułów o wysokości dwóch pięter, rozmieszczonych wokół wewnętrznego dziedzińca. Obecnie budynek jest wynajmowany i wykorzystywany do organizacji imprez okolicznościowych itp.